# どうぶつの森e+
『どうぶつの森e+』（どうぶつのもりイープラス）は、2003年6月27日に任天堂より発売されたコミュニケーションゲーム。どうぶつの森シリーズの第3作目。

## 概要
『どうぶつの森+』をベースにし日本国外の文化に合わせて作成された『Animal Crossing』に多少の追加要素を含めて日本で発売された作品である。そのため、前作までにあった日本ならではのイベントが一部削除され、代わりに日本国外のイベントが追加されている。

## 開発
『どうぶつの森+』の海外版の開発が終わった後の2002年末から海外版を日本でも発売を求める声が上がったがそのままだと意味が無かった為、カードeリーダー+を取り入れる事になった。
力を入れた部分は住人の会話内容で海外版を翻訳したのではなく本作用に書き下ろした。手塚は一番時間が掛かったと述べている。
SDカードアダプタの導入は「何らかのカタチで村のデータを離れた人とやりとりしたい」とのリクエストがあった事とブロードバンドアダプタはコストに相応しく無かった事とSDカードの準備がやりやすい事で実現した。
とたけけの新曲は海外から「アジア的すぎる」という意見があった事で一新した。新曲の体制は戸高と峰岸と永田で整え、戸高はボーカルバージョンにアレンジを担当。当初は2人で音楽のジャンルを書き並べるところからスタート、全ての曲をギター演奏する。

## 過去作品との違い

### キャラクター
- どうぶつの住民の種類が増えた。
- セリフの中で漢字を表示できるようになった。
- SDカードアダプタを使って写真を保存することができるようになった。
- 住民が風邪をひくなどの要素が増えた。
- 住人に対して自らお手伝いを頼むことができなくなった。
- 村長（コトブキ）の帽子がベレットからシルクハットになった。

### 施設
- 「おやしろ」が「願いの泉」に変わった。
- お店の看板などの表記が英語になった。
- ゲームボーイアドバンスを用いなくても島へ行けるようになった（ただし、ゲームを進めてたぬきちから購入する必要がある）。
- オブジェを置く事ができるようになった。
- 閉店中のたぬきちの店をスコップで無理やり開けることができるようになった（ただし、その日が福引デーや店が改装中の場合は開けることができない。それ以外の場合でも開けられないことがある。）。

### その他
- ライブ版ミュージックが登場した。
- 新たに家具、昆虫、魚類が追加された。前作に登場したファミコンはNESに変わり、ソフトも海外仕様となっている。
- リセット監視センターに入れるようになった。
- 家のローンを完済すると、南の島を購入できるようになった。
- 前作の『どうぶつの森+』では村データと手紙の記録データが1つのデータとして管理されていたが、本作では前々作の『どうぶつの森』と同様に、村データと手紙の記録データが別々に保存される。ちなみにお出かけデータは前作と同仕様。

## ゲームボーイアドバンスを用いる要素
GBAケーブルを用いてニンテンドー ゲームキューブ本体とゲームボーイアドバンスを接続することで、以下のようなことが出来る。
- 願いの泉
  - カードeリーダー+を使って新しい住人を呼ぶことができる。
  - ミニゲームで遊ぶことができる。
- あさみときぬよの店
  - あさみときぬよの店に行き、そこでアドバンスの項目を選択すればアドバンスでデザインを書くことが出来る。この場合、お金は使わない。
  - カードeリーダー+を使ってデザインを読み込むことができる。
- 村メロ
  - カードeリーダー+を使って村メロを読み込むことができる。読み込むととたけけのレパートリーが増える。

## SDカードアダプタを用いる要素
「SDカードアダプタ」を用いることで、以下のようなことが出来る。
記念写真の撮影
ゲーム中にコントローラのZボタンを押すと、ゲームの記念写真（スクリーンショット）を撮影できる。画像形式はTIFF。
村の貸し出し
村の記録を他人に貸し出すことができる。メールなどでデータを送り、そのデータを使うことで遠く離れた友人・家族などが送った側の村に「おでかけ」できる。村の記録を返却すると、変更点などがセーブデータに反映される。ただし、村の記録を貸し出すと、村は「ぬけがら状態」となり、村を返却しないでプレイすると、「モチモノ」以外のアイテムはすべて消えてしまう。

## 漫画作品
- どうぶつの森e+ 4コマまんが王国（2003年9月12日 双葉社）
- どうぶつの森e+ 4コマギャグバトル Part1（2003年9月29日 光文社）
- どうぶつの森e+ 4コマギャグバトル Part2（2003年11月25日 光文社）
- いい電子4巻(2004年1月5日エンタープレイン)